# Мария Австрийска (1531 – 1581)
Мария Австрийска (на немски: Maria von Österreich; * 15 май 1531, Прага; † 11 декември 1581, дворец Хамбах) от фамилията Хабсбург, е ерцхерцогиня на Австрия и чрез женитба херцогиня на Юлих-Клеве-Берг.

## Живот
Дъщеря е на император Фердинанд I (1503 – 1564) и Анна Ягелонина (1503 – 1547), дъщеря на унгарския крал Владислав II.
Мария се омъжва на 18 юли 1546 г. в Регенсбург за херцог Вилхелм V „Богатия“ от Юлих-Клеве-Берг (1516 – 1592). На сватбата присъства нейният чичо император Карл V. Тя е втората му съпруга.
Мария, внучка на Хуана Лудата, става по-късно душевно болна. Умира на 50-годишна възраст и е погребана в църквата Успение на Богородица в Клеве.

## Деца
Мария и Вилхелм V имат децата:
- Мария Елеонора (1550 – 1608), ∞ 1573 Албрехт Фридрих (1553 – 1618), херцог на Прусия (Хоенцолерн) (1553 – 1618)
- Анна (1552 – 1632), ∞ 1574 пфалцграф Филип Лудвиг фон Пфалц-Нойбург (1547 – 1614)
- Магдалена (1553 – 1633), ∞ 1579 пфалцграф Йохан I фон Цвайбрюкен (1550 – 1604)
- Карл Фридрих (1555 – 1575), наследствен принц
- Елизабет (1556 – 1561)
- Сибила (1557 – 1627), ∞ 1601 маркграф Карл фон Бургау (1560 – 1618)
- Йохан Вилхелм (1562 – 1609), херцог на Юлих, Клеве и Берг